# Courlevon
Courlevon là một đô thị trong huyện See thuộc bang Fribourg ở Thụy Sĩ.
Khu vực này lần đầu được ghi chép năm 1214 với tên Curlivin.
Diện tích được mở rộng năm 1974 với việc sáp nhập thêm đô thị cũ Coussiberlé.